# F. A. Bernhard Große
Friedrich August Bernhard Große (* 27. September 1856 in Niederlößnitz; † 27. November 1914 in Kötzschenbroda) war ein sächsischer Baumeister und Ortsrichter. Die von Große eingereichten Bauten werden hauptsächlich unter F. A. Bernhard Große oder Bernhard Große dokumentiert.

## Leben und Wirken
Der Sohn des Amtsmaurermeisters August Große wirkte hauptsächlich in den westlichen Lößnitzortschaften. Als Baumeister trat er auch als Bauunternehmer auf. Zahlreiche seiner Bauten stehen heute unter Denkmalschutz. Zudem war Große Ortsrichter und Schulvorstand in Kötzschenbroda.
Ab spätestens 1889 wohnte Große in der Kötzschenbrodaer Moritzburger Straße 4, während sich sein Baugeschäft auf der gegenüberliegenden Straßenseite befand.
Mit Großes Tod 1914 übernahm der Baumeister Arthur Hanns seine Unternehmung und führte sie als Bernhard Große Nachfolger weiter.

## Ausgewählte Werke (Baudenkmale)
Die im Folgenden auszugsweise aufgeführten Bauten sind hauptsächlich in der Denkmaltopographie Bundesrepublik Deutschland. Denkmale in Sachsen: Stadt Radebeul aufgeführte Kulturdenkmale. Sie stellen damit kein vollständiges Werkverzeichnis dar.
- um 1860/1870: Villa Meißner Straße 250 in Kötzschenbroda (Entwurf Bernhard Große zugewiesen)
- 1882/1883: Villa Edelweiß in Niederlößnitz, Gradsteg 34
- 1882/1883: Villa Heinrich Golles in Kötzschenbroda, Hainstraße 6
- 1882/1883: Villa Moritzburger Straße 8 nebst Brunnenteufung in Kötzschenbroda
- 1883/1884: Villa Franz Rothe in Alt-Radebeul, Zinzendorfstraße 8
- 1884: Wohn- und Geschäftshaus Johann Bernhard Tutsch in Alt-Radebeul, Hauptstraße 16
- 1884: Sanierung Bauernhaus Winzerstraße 79 in Niederlößnitz

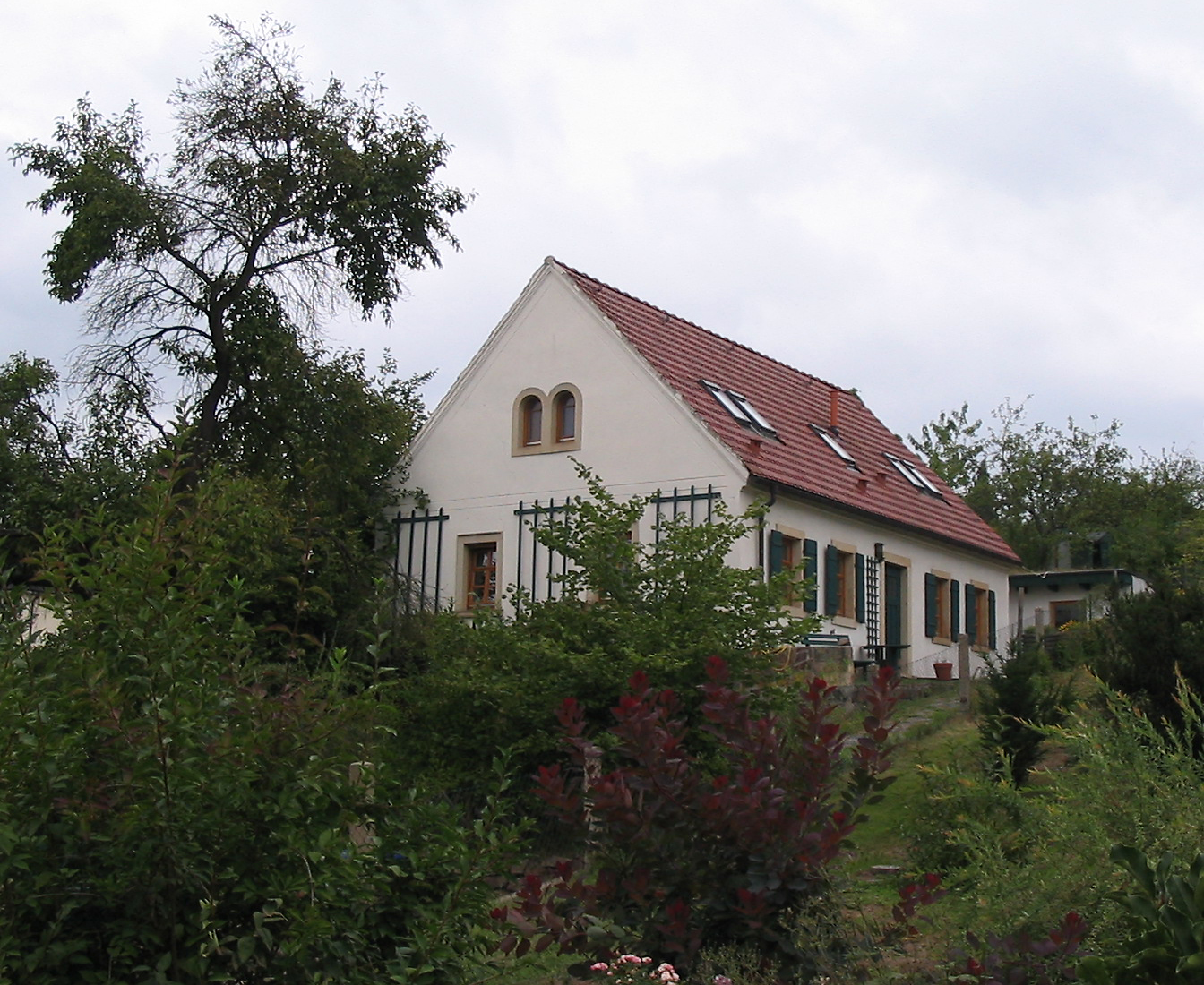
Wohnhaus Ringstraße 16

- 1884/1885: Wohnhaus Ringstraße 16 in Kötzschenbroda-Oberort, heute Radebeul
- 1886/1887: Villa Karl-Liebknecht-Straße 17 in Niederlößnitz
- 1887: Anbau an Bauernhof Altserkowitz 15 in Serkowitz
- 1887/1888: Villa Heinrich-Zille-Straße 66 in Niederlößnitz
- 1887/1890: Villa Robert Winkelmann in Niederlößnitz, Heinrich-Heine-Straße 8
- 1888: Aufstockung Herrenhaus Kynast in Zitzschewig, Kynastweg 26
- 1888/1889: Entwurf Kaiserliches Postamt in Kötzschenbroda, Bahnhofstraße 12b
- 1888/1889: Villa Josephine in Niederlößnitz, Heinrich-Zille-Straße 68
- 1889/1890: Umbau des Wohnstallhauses des Dreiseithofs Altkötzschenbroda 46 in Kötzschenbroda
- 1890: Wiederaufbau Scheune Altzitzschewig 7 in Zitzschewig
- 1890/1891: Heilanstalt Lindenhof in Neucoswig (zusammen mit Moritz Große, Denkmal?)[3]
- 1890–1893: mehrfach Bauarbeiten an der Villa Obere Bergstraße 1 in Niederlößnitz
- 1891: Wohn- und Geschäftshaus Richard Lindner in Alt-Radebeul, Hauptstraße 9
- 1891/1894: Villa Bernhard Große in Niederlößnitz, Heinrich-Heine-Straße 10
- 1892/1893: Wohn- und Geschäftshaus Franz Rothe in Alt-Radebeul, Sidonienstraße 2
- 1893/1894: Villa Karlstraße 10 in Niederlößnitz
- 1894/1895: Wohn- und Geschäftshaus Moritzburger Straße 5 in Kötzschenbroda (anstelle der 1866 von Friedrich August Große errichteten zweigeschossigen Villa)
- 1895: Wohn- und Geschäftshaus Bahnhofstraße 17 in Kötzschenbroda (ersetzte das 1866 von August Große errichtete Wohnhaus)

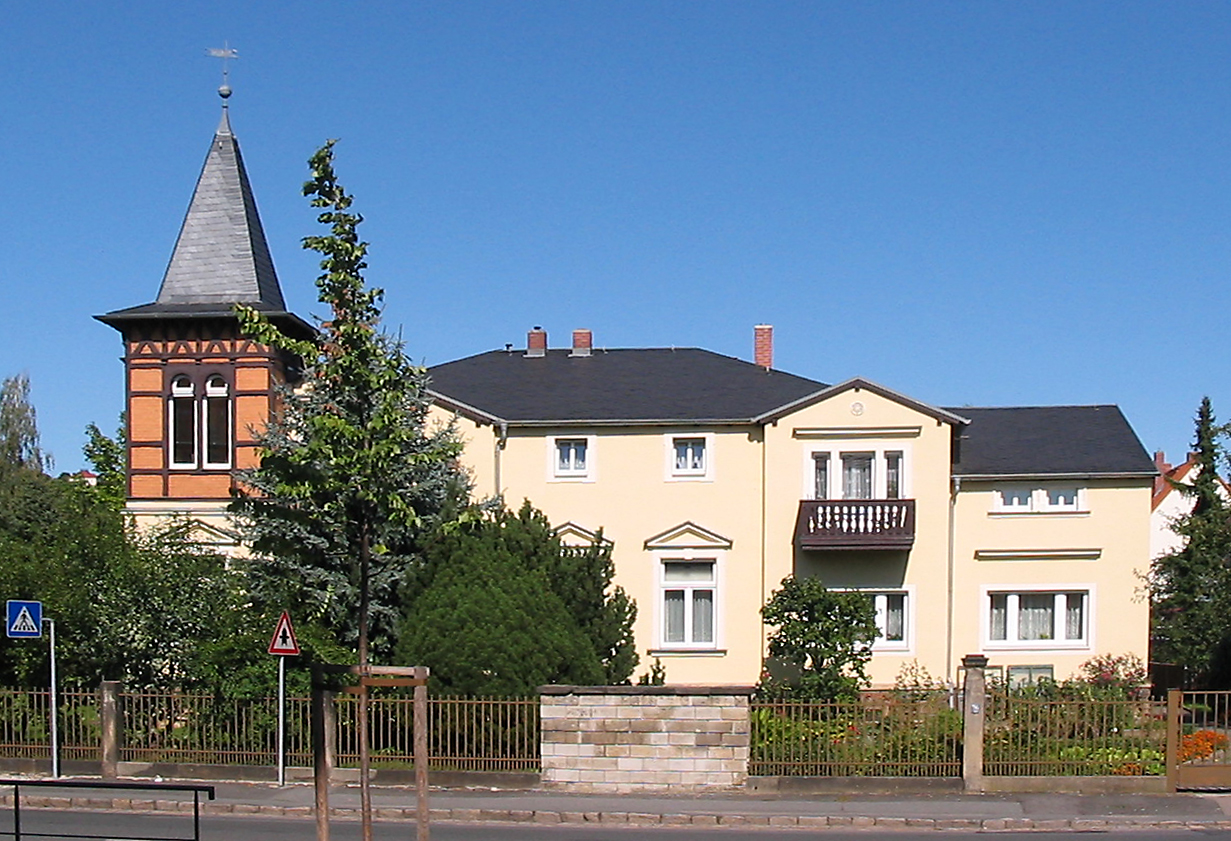
Villa d’Orville von Löwenclau

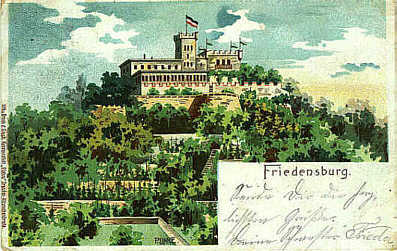
Friedensburg, Postkarte von 1903

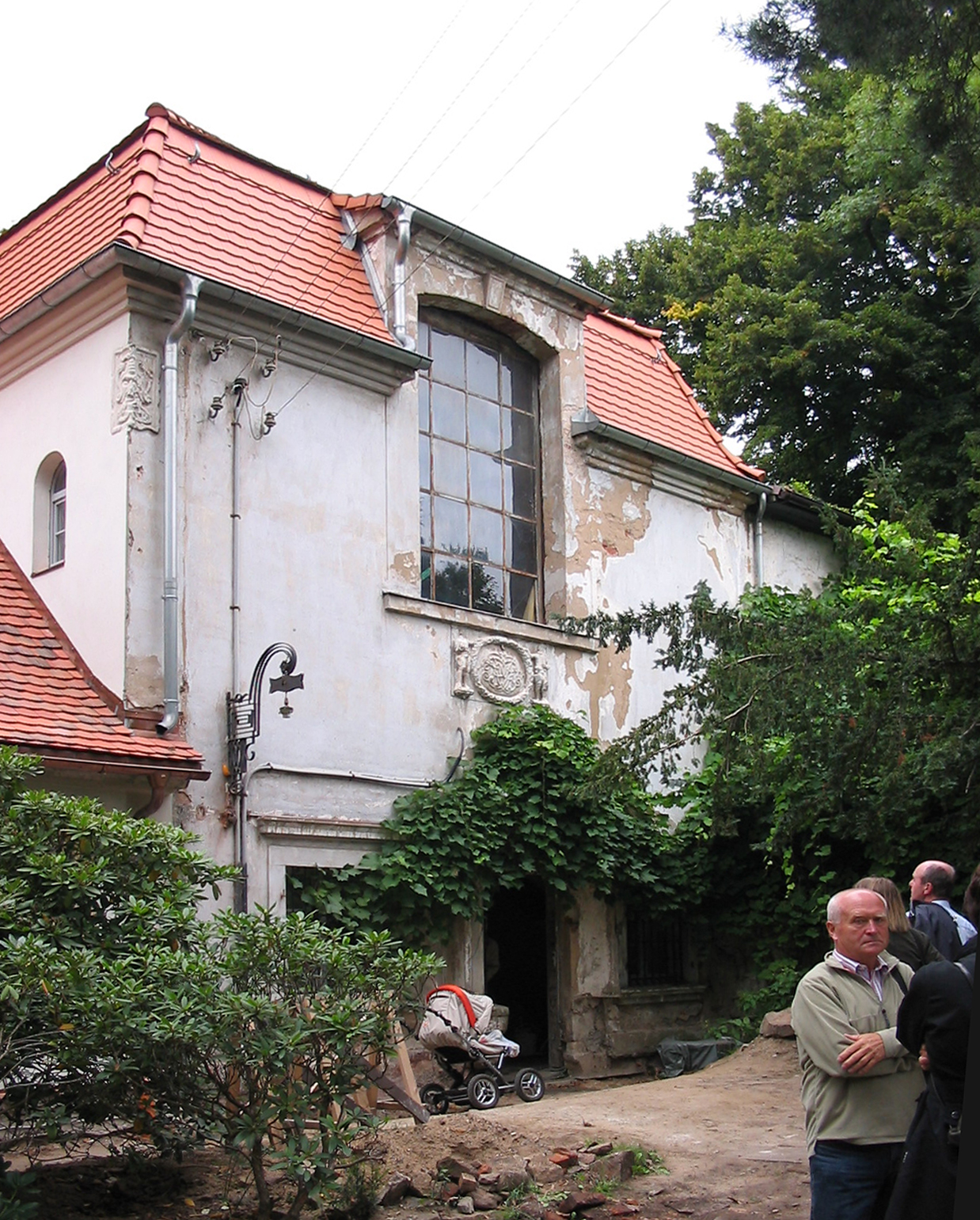
Atelierbau

- 1895: Erweiterung Villa d’Orville von Löwenclau in Kötzschenbroda, Oscar-Pletsch-Straße 1 (errichtet von Friedrich Ernst Kießling)
- 1896: Verandaanbau Friedensburg in Niederlößnitz, Obere Burgstraße 6
- 1896/1897: Mietvilla Am Jacobstein 9 in Kötzschenbroda
- 1896/1898: Villa Salbach in Niederlößnitz, Ledenweg 39 (später Wohnsitz von Clara Salbach)
- 1897: Villa Friedrich Hermann Hausmann in Niederlößnitz, Ledenweg 43
- 1897/1898: Neubau Wettin-Haus in Kötzschenbroda, Moritzburger Straße 1
- 1897/1899: Villa Ledenweg 41 in Niederlößnitz
- 1898: Mietvilla Antonie Welte in Niederlößnitz, Obere Bergstraße 82
- 1898: Anbau an Villa Nizzastraße 9 in Oberlößnitz, heute Radebeul (1879/1880 durch Gebrüder Ziller errichtet, ähnlich benachbarter Villa Agnes)
- 1898/1899: Neubau Schmiedeanbau Alte Schmiede in Kötzschenbroda, Altkötzschenbroda 54
- 1899: Umbau Turmhaus Kynast in Zitzschewig, Kynastweg 26
- 1900: abgelehnter Erstentwurf Wohn- und Geschäftshaus Bruno Uhlmann in Niederlößnitz, Moritzburger Straße 14 (Entwurf und Realisierung durch Adolf Neumann)
- 1900: Nebengebäude der Villa Obere Bergstraße 56 in Niederlößnitz (heute als Bodelschwinghstraße 12 abgetrennt)
- 1900/1901: Wohn- und Geschäftshaus Friedrich August Höppner in Kötzschenbroda, Altkötzschenbroda 28
- 1900/1902: Villa Frieda in Niederlößnitz, Karlstraße 1
- 1904 Neubau Scheune Bauernhof Altnaundorf 19 in Naundorf, heute Radebeul
- 1905: Umbau Villa Hildebrandt in Niederlößnitz, Borstraße 27
- 1906/1907: Teilleistungen Steinbachhaus in Serkowitz, Steinbachstraße 21 (Erd-, Maurer- und Zimmererarbeiten an Zwischenbau und Turnhalle)
- 1907: Umbau Villa Paul Gottlieb Kunze in Niederlößnitz, Ledenweg 14 (Wohnsitz von Alfred Naumann)
- 1907/1909: Umbauten von Herrenhaus und Nebengebäude auf dem Minckwitzschen Weinberg in Niederlößnitz, Obere Bergstraße 30/30a/30b
- ab 1908: Atelierbau Donadini-Haus in Zitzschewig, Rietzschkegrund 21
- 1909: Umbauten am Haus Minckwitz und Nebengebäuden in Niederlößnitz, Obere Bergstraße 30
- 1911–1914: Siedlung der Vereinigten Strohstoff-Fabriken Coswig in Naundorf